# Lespesia
Lespesia – rodzaj muchówek z rodziny rączycowatych (Tachinidae).

## Wybrane gatunki
- L. aletiae (Riley, 1879)[1]
- L. anisotae (Webber, 1930)[1]
- L. archippivora (Riley, 1871)[1]
- L. callosamiae Beneway, 1963[1]
- L. cuculliae (Webber, 1930)[1]
- L. datanarum (Townsend, 1892)[1]
- L. dubia (Williston, 1889)[1]
- L. euchaetiae (Webber, 1930)[1]
- L. fasciagaster Beneway, 1963[1]
- L. ferruginea (Reinhard, 1924)[1]
- L. flavifrons Beneway, 1963[1]
- L. frenchii (Williston, 1889)[1]
- L. halisidotae (Aldrich & Webber, 1924)[1]
- L. laniiferae (Webber, 1930)[1]
- L. marginalis (Aldrich & Webber, 1924)[1]
- L. melalophae (Allen, 1926)[1]
- L. parva Beneway, 1963[1]
- L. parviteres (Aldrich & Webber, 1924)[1]
- L. pholi (Webber, 1930)[1]
- L. pilatei (Coquillett, 1897)[1]
- L. rileyi (Williston, 1889)[1]
- L. rubra (Townsend, 1916)[1]
- L. rubripes Sabrosky, 1980[1]
- L. sabroskyi Beneway, 1963[1]
- L. samiae (Webber, 1930)[1]
- L. schizurae (Townsend, 1891)[1]
- L. stonei Sabrosky, 1977[1]
- L. testacea (Webber, 1930)[1]
- L. texana (Webber, 1930)[1]
- L. westonia (Webber, 1930)[1]